# Pomnik lotników RAF w Świnoujściu

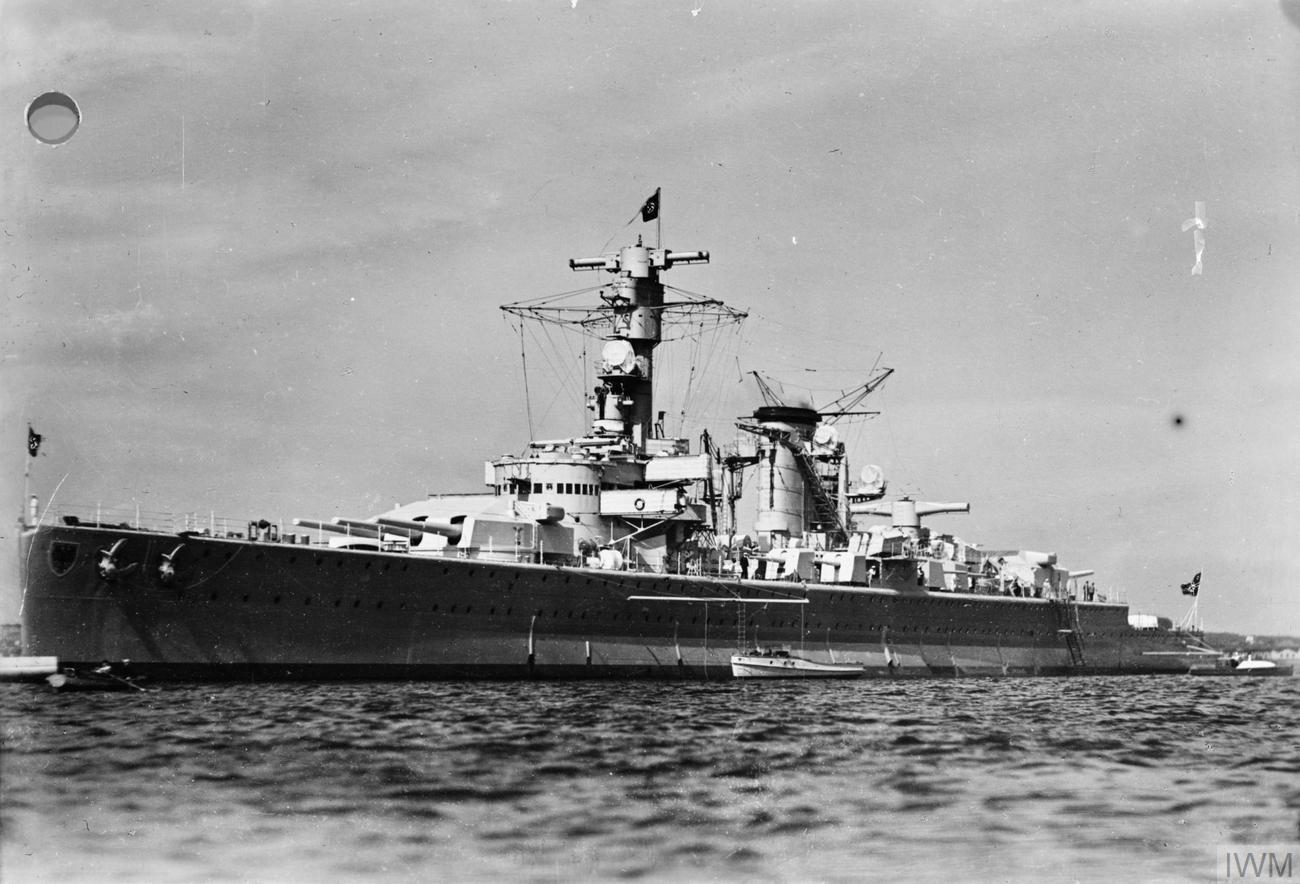
Cel nalotu: krążownik Lützow

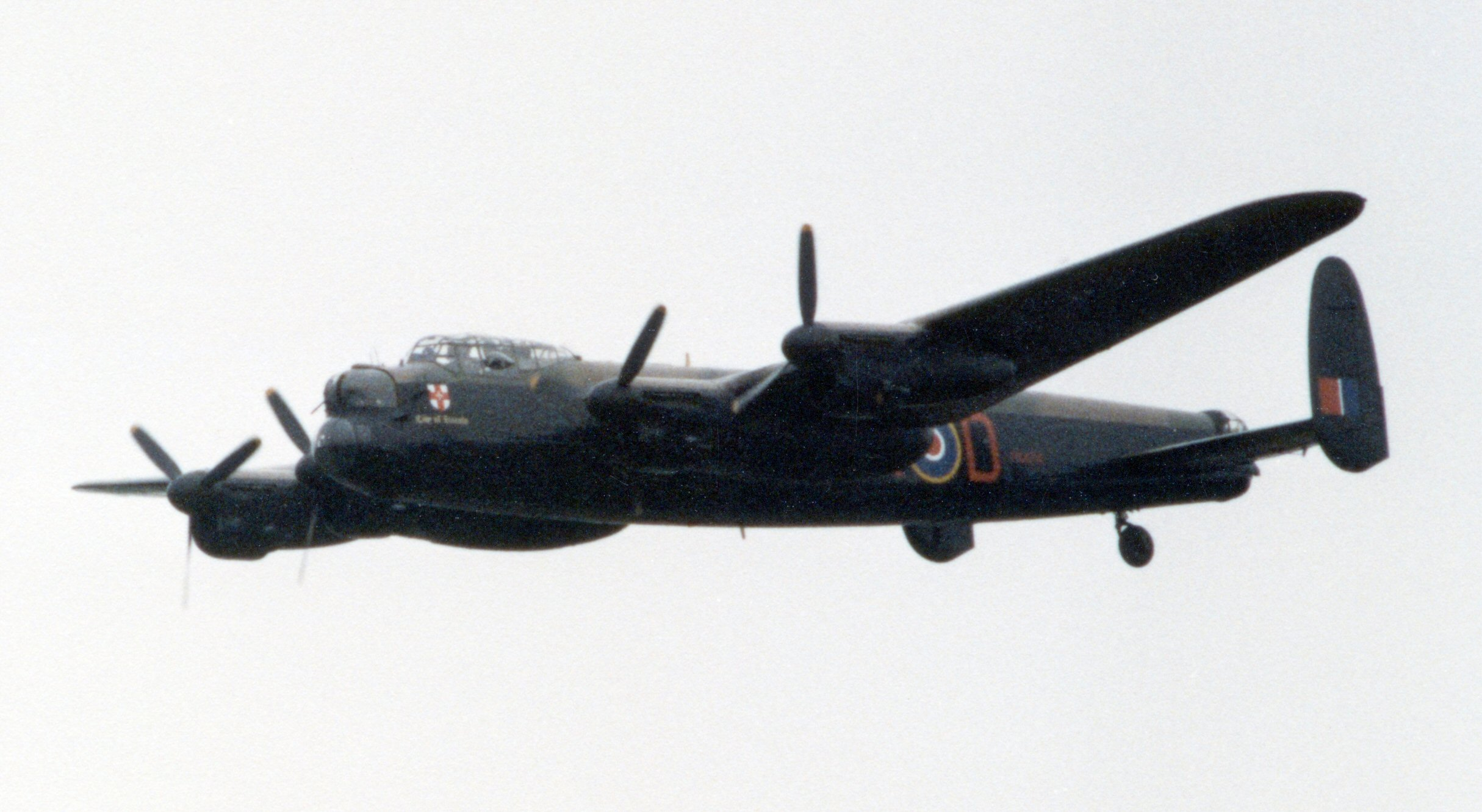
Avro Lancaster

Pomnik lotników RAF w Karsiborze – pomnik wystawiony w rejonie miejsca, w którym 16 kwietnia 1945 roku, zestrzelony podczas bombardowania niemieckiego ciężkiego krążownika „Lützow”, spadł brytyjski bombowiec typu Lancaster Mk.I, numer seryjny NG 228, oznaczenie taktyczne KC-V z 617 Dywizjonu Bombowego Dambusters RAF, i gdzie pierwotnie byli pochowani członkowie jego załogi.
Dywizjon wykonywał nalot na cumujący na Kanale Piastowskim (wówczas Kaiserfahrt Kanal) ciężki krążownik „Lützow”, wchodzący pod koniec II wojny światowej w skład zespołu bojowego okrętów Kriegsmarine Kampfgrupe Z. Dwie wcześniejsze próby ataków lotniczych na okręt podjęte w dniach 13 i 15 kwietnia 1945 nie powiodły się wskutek złych warunków atmosferycznych. Powodzeniem zakończył się dopiero trzeci nalot, w którym uczestniczyło 18 Lancasterów z 617 dywizjon RAF, eskortowanych przez 33 samoloty myśliwskie Mustang z polskiego 133 Skrzydła Myśliwskiego, dowodzonego przez ppłk Kazimierza Rutkowskiego.
Wyprawą bombową na „Lützowa” dowodził osobiście płk John Emilius Fauquier, dowódca 617 Dywizjonu. Bombowce uzbrojone były w 14 ciężkich bomb typu Tallboy o wadze 5,34 tony oraz 48 bomb o wadze 500 kg.
Samoloty bombowe wystartowały z macierzystego lotniska Woodhal Spa w hrabstwie Lancashire w dniu 16 kwietnia 1945 około godziny 14. Trasa przelotu wiodła nad hrabstwem Norfolk, morzem Północnym, Holandią, Lüneburgiem, Meklemburgią do Zalewu Szczecińskiego. Bombardowanie zaczęło się o godzinie 17:00 z wysokości 4500 metrów. Strumień samolotów zrzucał bomby metodą na czas i odległość, kilka kilometrów przed miejscem cumowania okrętu. Przy zachodnim nabrzeżu Kanału Piastowskiego kotwiczyło wówczas prócz „Lützowa” pięć niszczycieli i stary pancernik „Schlesien”. Celem ataku był jednak wyłącznie „Lützow”.
W wyniku bombardowań zanotowano 2 bezpośrednie trafienia bombami 500 kg oraz bliską eksplozję bomby Tallboy przy lewej burcie okrętu. Krążownik odniósł ciężkie uszkodzenia, stracił pływalność i osiadł stępką na dnie kanału. Na pokładzie zginęło 20 marynarzy, a dalszych kilkunastu zostało rannych. Wśród ciężko rannych znalazł się dowódca okrętu kmdr Bodo-Heinrich Knoke.
Wskutek silnego ognia niemieckiej artylerii przeciwlotniczej zestrzelono 1 bombowiec i uszkodzono 9 innych maszyn. Lancaster pilotowany przez mjr. Johna Leonarda Powella trafiony został w prawe skrzydło, blisko wewnętrznego silnika (samolot ten przenosił ładunek bomb 500 kg). Samolot zaczął płonąć, a następnie skrzydło oderwało się od kadłuba. Maszyna koziołkując spadła na Karsiborski Las, w pobliżu koszar Szkolnego Dywizjonu Ścigaczy. Przed upadkiem oderwał się również ogon bombowca. Skrzydło spadło w okolicy obecnego pomnika, a część kadłuba pół kilometra dalej. Załogi innych samolotów nie widziały, by ktoś próbował ratować się skokiem na spadochronie. Jedna załoga Lancastera lecącego z tyłu raportowała o dostrzeżonym jednym spadochronie na wysokości 600 m. W wyniku upadku samolotu śmierć poniosło 6 członków załogi (S/Ldr John Powell, F/Sgt Henry Felton, F/Lt Michael Clarke, F/O Alfred Heath, P/O Kenneth Hewitt, F/O James Watson) natomiast śmierć siódmego ppor. Williama Knighta - strzelca pokładowego uznano za prawdopodobną. Jego ciała nigdy nie odnaleziono. W kronice działań bojowych dywizjonu dopisano po wojnie notatkę o wzięciu Knighta do niewoli.
Powojenne zeznania żołnierzy Wehrmachtu potwierdziły śmierć sześciu lotników brytyjskich. Szczątki lotników pochowane zostały w tym miejscu dzień po nalocie przez Polaka przebywającego na Karsiborze na robotach przymusowych.
Po wojnie w dniu 2 marca 1949 w obecności przybyłych do Świnoujścia przedstawicieli Brytyjskiej Komisji Wojskowej dokonano ekshumacji zwłok lotników. Ich prochy przewieziono następnie do Poznania i pochowano pod imiennymi mogiłami na cmentarzu Brytyjskiej Wspólnoty Narodów w Cytadeli Poznańskiej.
W miejscu grobu jest dziś pomnik, uwieńczony pierwotnie oryginalnym tylnym statecznikiem z tej maszyny  Lancastera.